# Ossuaire de Douaumont
Pour les articles homonymes, voir Douaumont (homonymie) et Ossuaire (homonymie).
Pour un article plus général, voir Sites funéraires et mémoriels de la Première Guerre mondiale (Front Ouest).
L'ossuaire de Douaumont est un monument à la mémoire des soldats français et allemands morts en 1916 lors de la bataille de Verdun. Il est situé sur le territoire de la commune de Douaumont-Vaux, à quelques kilomètres de Verdun, dans le département de la Meuse en région Grand Est.
L'ossuaire est conçu au lendemain de l'armistice de 1918 à l'initiative de Charles Ginisty, évêque de Verdun. Inauguré le 7 août 1932 par le président de la République, il abrite les restes de 130 000 soldats inconnus, Français et Allemands. Il est le lieu d'un des symboles de l'amitié franco-allemande, comme l'illustre la poignée de main de François Mitterrand et Helmut Kohl le 22 septembre 1984. Il est classé aux monuments historiques le 2 mai 1996.
En face de l'ossuaire, la nécropole nationale de Douaumont rassemble 16 142 tombes de soldats français, majoritairement catholiques, dont un carré de 592 stèles de soldats musulmans. Le cimetière militaire contient également deux mémoriaux respectivement consacrés aux soldats de confessions juive et musulmane.
Depuis septembre 2023, l'ensemble mémoriel de Douaumont (ossuaire, nécropole nationale, monument israélite et monument musulman) fait partie des sites funéraires et mémoriels de la Première Guerre mondiale inscrits au patrimoine mondial de l'Unesco.

## Historique de l'ossuaire

### Un projet de Charles Ginisty
La bataille de Verdun se déroule du 21 février au 19 décembre 1916 et fait 700 000 victimes, françaises et allemandes, dont 300 000 morts.

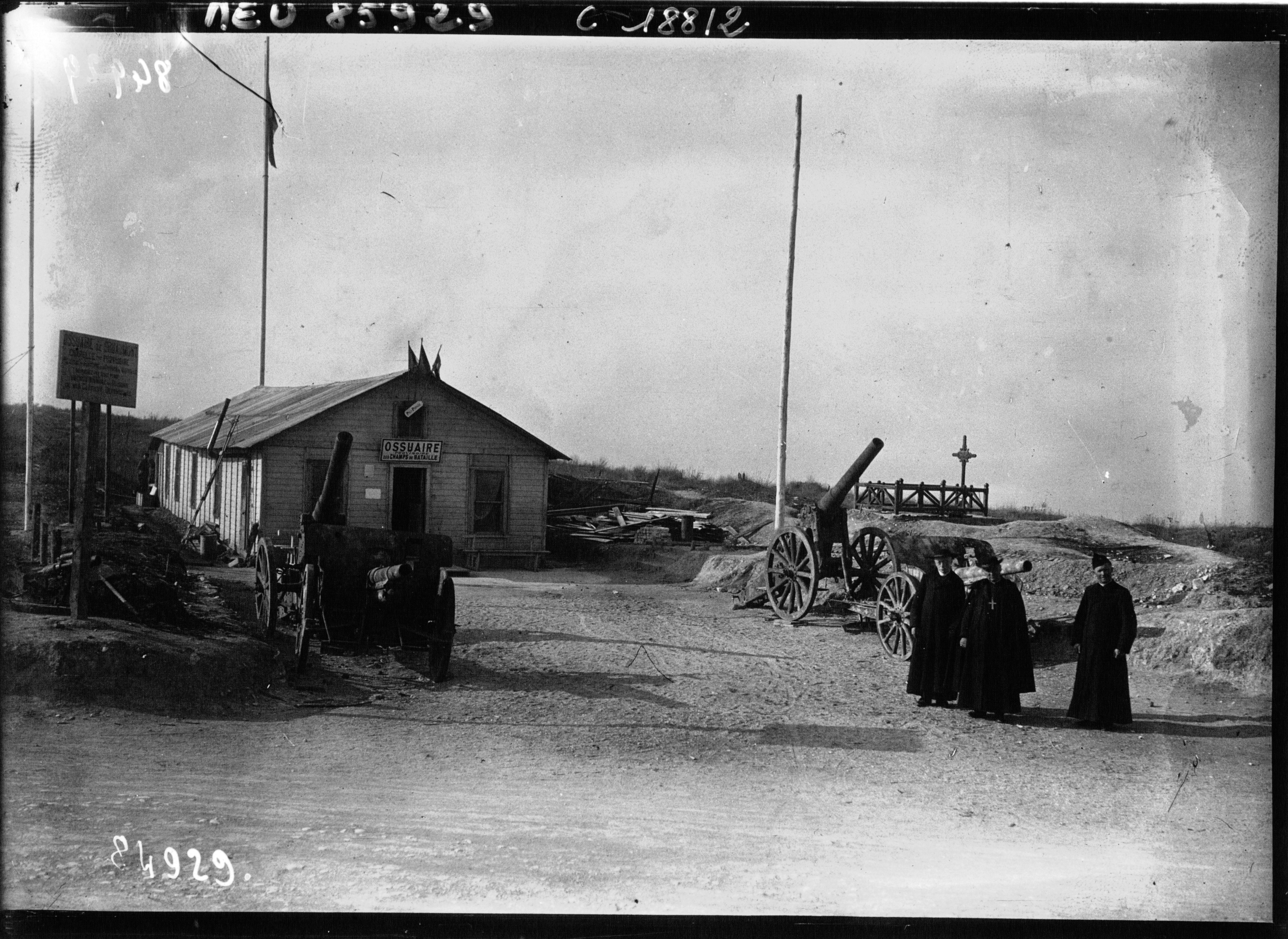
L'ossuaire provisoire de 1920.

Au lendemain de l'armistice de 1918, Charles Ginisty, évêque de Verdun, parcourt le champ de bataille jonché de cadavres. Avec le soutien du général Valantin, gouverneur de la place de Verdun, et de la princesse de Polignac, veuve de guerre, il décide d'édifier un ossuaire pour donner une sépulture décente à ces soldats et permettre à leur famille de se recueillir,.
En 1919, une baraque en planches fait office d'ossuaire provisoire. Une association privée est créée et un comité présidé par Charles  Ginisty se met à la recherche de financements nécessaires à l'édification du monument définitif. De 1919 à 1932, l'évêque parcourt la France et le monde entier : 122 villes françaises et 18 villes étrangères font un don, tout comme le Canada en 1925 et les États-Unis en 1928,. Un concours d'architecture est organisé pour imaginer le futur monument. Il est remporté en 1923 par un trio d'architectes : Léon Azéma (Premier Grand Prix de Rome 1921), Max Edrei et Jacques Hardy.

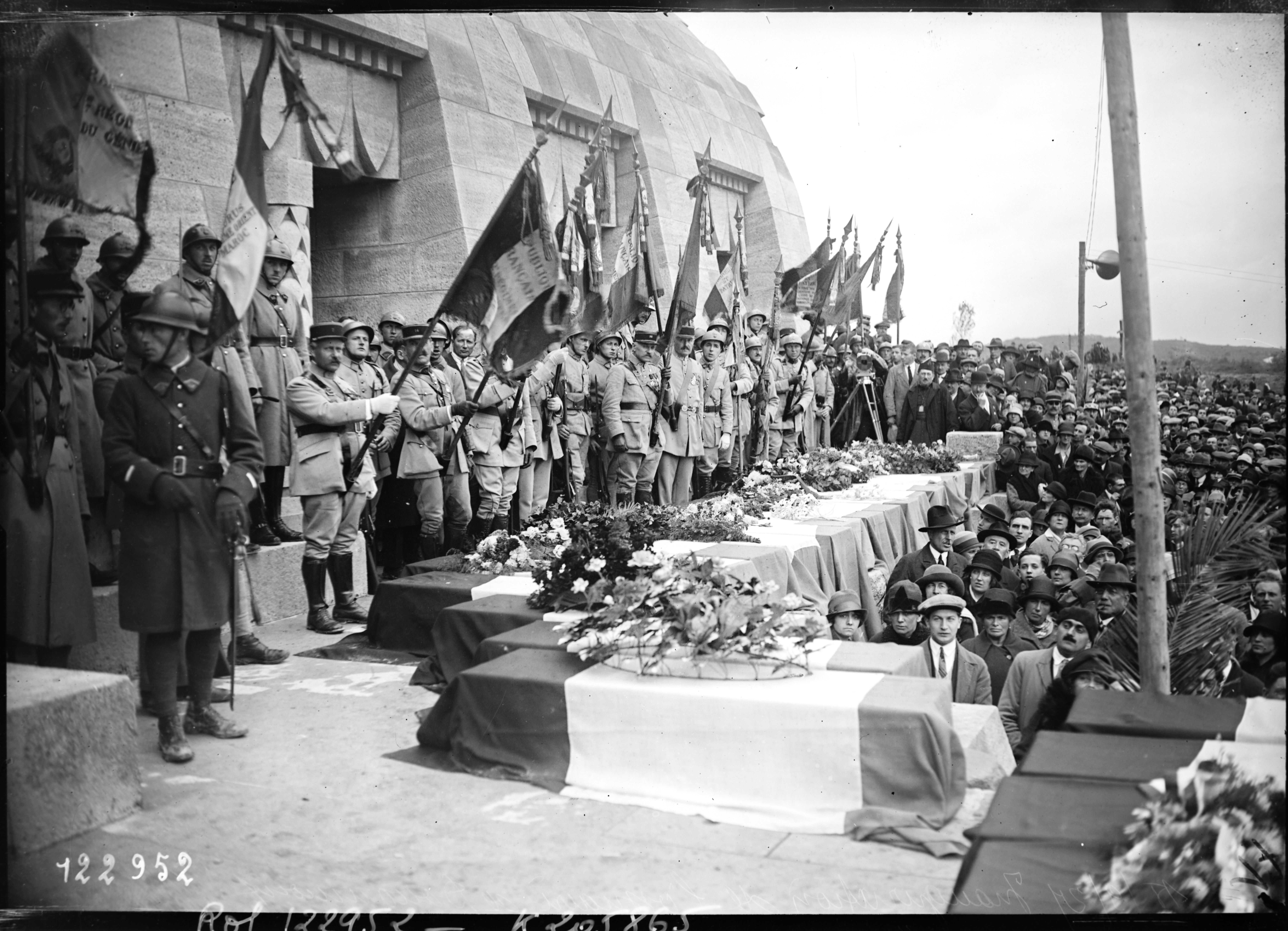
Arrivée des cercueils à l'ossuaire en 1927.

Les deux premières pierres sont posées le 22 août 1920 par le maréchal Pétain, président d'honneur du Comité de l'Ossuaire, et Charles Ginisty. Les ingénieurs doutent de pouvoir assurer la stabilité du bâtiment. Pour le vérifier, ils réalisent une épure pierre par pierre du monument.
Le 17 septembre 1927, a lieu le transfert solennel de l'ossuaire provisoire à l'ossuaire définitif, encore en construction, des 52 cercueils représentant les secteurs de la bataille de Verdun,.

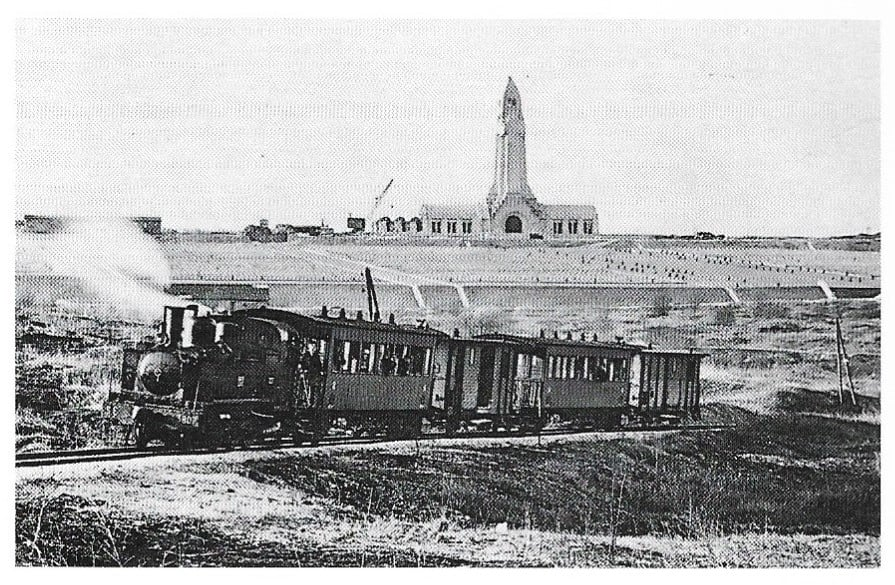
L'ossuaire en construction.

### Ossuaire définitif
Le 7 août 1932, l'ossuaire de Douaumont est inauguré par le président de la République Albert Lebrun, en présence de nombreux dignitaires français et étrangers, d'anciens combattants et des familles de soldats disparus,.
Le 22 septembre 1984, le président français François Mitterrand et le chancelier allemand Helmut Kohl y rendent ensemble hommage aux combattants tombés pendant la Première Guerre mondiale. Leur poignée de main est devenue l'un des symboles de l'amitié franco-allemande. Le même jour, une centaine de jeunes Français et Allemands plantent des érables sycomores en symbole de l'amitié entre les deux pays.
Le 2 mai 1996, l'ossuaire et la nécropole nationale sont classés monuments historiques.
Le 11 novembre 2008, les commémorations du 90e anniversaire de l'armistice de 1918 ont lieu à l'ossuaire. Sont présents le président français Nicolas Sarkozy, le prince Charles et son épouse Camilla, le grand-duc Henri de Luxembourg et son épouse María, le président du Bundesrat allemand Peter Müller, le président de la Commission européenne José Manuel Durão Barroso, et le président du Parlement européen Hans-Gert Pöttering. C'est la première cérémonie qui se fait sans survivant de la Grande Guerre, le dernier poilu étant mort quelques mois plus tôt.
De mars 2011 à mars 2014, le monument est complètement rénové en prévision des centenaires de la Première Guerre mondiale et de la bataille de Verdun. Le ravalement redonne sa blancheur au bâtiment, tandis que les croix blanches en béton des tombes des soldats sont remplacées par d'autres en quartz avec du ciment blanc. Le montant des travaux s'élève à 1,8 million d'euros. Le carré musulman avait déjà été rénové en 2009,. Pendant les travaux, en mars 2012, l'ossuaire est profané, des individus ayant volé des ossements.
Le 9 février 2014, pour la première fois, le nom d'un soldat allemand, Peter Freundl, est ajouté aux noms des soldats français gravés sur la voûte de l'ossuaire. Le nom est dévoilé en même temps que celui d'un soldat français, Victor Manassy, après une messe célébrée dans la chapelle de l'ossuaire. La décision d'inscrire un Allemand est contestée par quelques personnes qui parlent d'un « sacrilège »,.
Le 20 septembre 2023, l'ensemble mémoriel de Douaumont (ossuaire, nécropole nationale, monument israélite et monument musulman) fait partie des 139 sites mémoriels et funéraires de la Première Guerre mondiale inscrits au patrimoine mondial de l'UNESCO lors de la 45e session du Comité du patrimoine mondial,.
Les concessions des tombes individuelles sont perpétuelles, et renouvelables par l'État français tous les 30 ans. Dans un avenir lointain, l'État devrait décider de regrouper les restes des soldats, progressivement ; vers l'ossuaire, qui sera maintenu dans l'histoire (et sans doute agrandi). Les tombes individuelles des soldats des autres cimetières seront rassemblées dans des ossuaires[réf. nécessaire], progressivement. De nos jours, par exemple, les tombes individuelles des soldats français morts pendant la guerre de 1870 sont de plus en plus rares dans les cimetières français, tout comme trouver aussi, par exemple, des tombes de soldats des guerres napoléoniennes, transférés de plus en plus dans des ossuaires, depuis 1920.

## Architecture de l'ossuaire

### Extérieur
L'ossuaire de Douaumont est conçu par un trio d'architectes (Léon Azéma, Max Edrei et Jacques Hardy) qui s'inspire de l'art roman. Il consiste en un bâtiment horizontal de plus de 130 mètres de long, avec au milieu une tour haute de 46 mètres, qui offre une vue panoramique sur la nécropole et les champs de bataille avec une table d'orientation. La façade du monument est décorée des armoiries des villes ayant contribué à son érection. Sur la porte en bronze de l'ossuaire, une épée est dessinée avec de part et d'autre deux palmes dégagées, et au-dessus le mot « PAX » (« paix » en latin),.
Au sommet de la tour, il y a une cloche de bronze de 2 042 kg, l'une des plus grosses du département. Elle est appelée « Louise Anne Charlotte » ou « Bourdon de la Victoire » et sonne un do. Elle a été coulée le 17 mars 1927 à Orléans par Louis Bollée et Armand Blanchet, et a pour parrain et marraine le marquis Davisard et Mme Thorburn van Buren, la donatrice. La cloche est transportée de Paris à Douaumont en passant par Meaux, Soissons, Reims, Nancy, Metz, Saint-Mihiel et Verdun. Elle est bénie le 18 septembre 1927 et classée au titre d'objet aux monuments historiques le 20 décembre 1996. La tour est également une lanterne des morts qui compte à son sommet quatre feux tournants alternativement blanc et rouge éclairant le champ de bataille.
Pour certains, le bâtiment de l'ossuaire représente la poignée d'une épée fichée dans le sol jusqu'à la garde, pour d'autres, la tour est un obus,. Une carte d'appel de fonds pour sa construction présente le bâtiment comme le symbole de « la Digue que les héroïques Défenseurs de Verdun ont opposée avec leurs poitrines à l'avance de l'ennemi ».

Vues extérieures de l'ossuaire
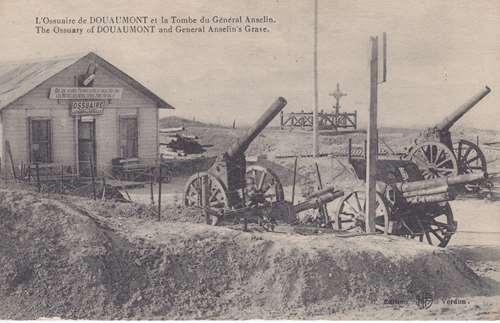
L'ossuaire provisoire de Douaumont (vers 1920).
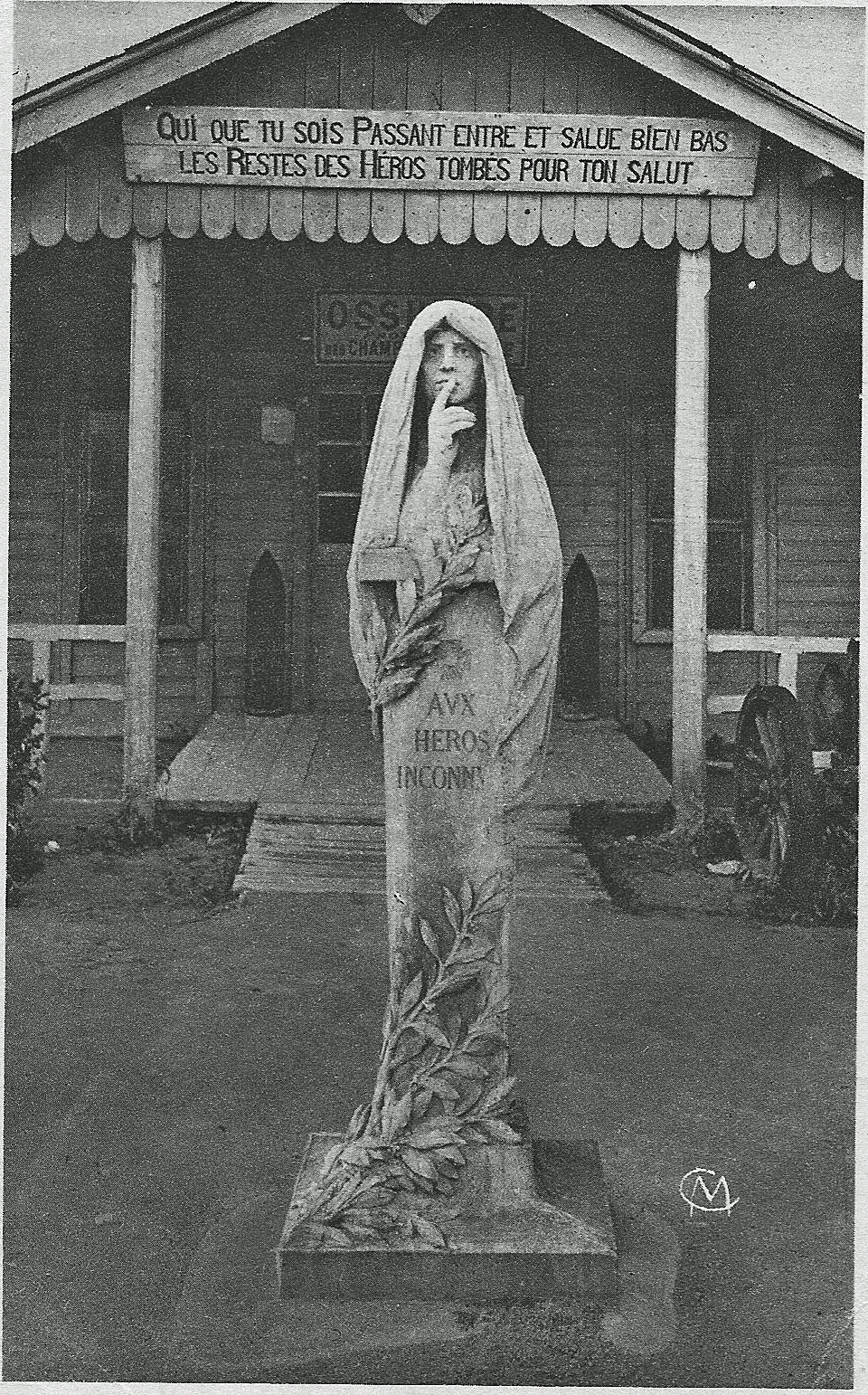
Statue par Berthe Girardet devant l'ossuaire provisoire.
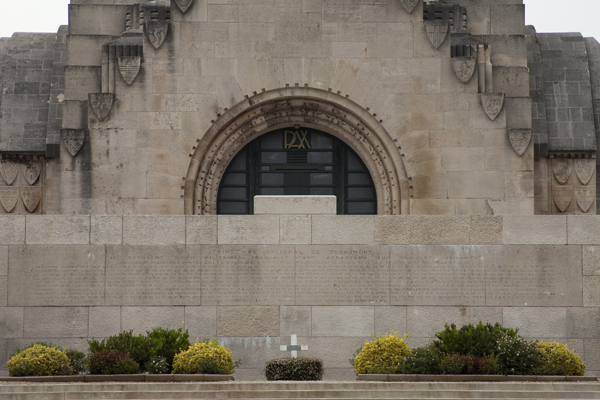
Sous l'entrée principale, la tombe du général Anselin.

### Intérieur
Le corps principal de l'ossuaire est constitué d'un cloître long de 137 mètres. Il est bordé de 18 alvéoles contenant chacune deux tombeaux en granite rose de Perros-Guirec, et se termine par deux absides contenant cinq tombeaux chacune. Il y a donc au total 46 tombeaux correspondant à 46 secteurs du champ de bataille. Mais chaque tombeau des absides contient des ossements recueillis dans deux secteurs les plus éloignés, ce qui fait que les 52 secteurs sont représentés. Dans chaque alvéole, des verrières projettent sur les tombeaux une lumière rouge, symbole du sacrifice. Chaque tombeau surplombe une fosse de 14 m3 et à chaque extrémité du cloître, un caveau de 350 m3 accueille les surplus des secteurs les plus chargés. Au total, 130 000 soldats inconnus, Français et Allemands, reposent en ce lieu,,. Les os sont visibles à travers des vitres depuis l'extérieur.
À chaque extrémité du cloître, un grand bouclier taillé dans un seul bloc de granite accueille la flamme du souvenir les jours de cérémonie. Le sol est couvert d'un dallage en mosaïque avec comme motifs la médaille militaire aux extrémités, la Légion d'honneur au centre et la croix de guerre entre les deux,. Sur la voûte en plein cintre du cloître, chaque pierre gravée porte le nom d'un soldat disparu, à la demande des familles ou des associations de combattants. Près de 4 000 inscriptions recouvrent les murs et la voûte du cloître,. Le cloître abrite deux statues de Berthe Girardet : Soldat de Verdun de 1927 et Statue de la résignation de 1920, déjà présente dans l'ossuaire provisoire.
Au milieu de l'ossuaire, une chapelle de 25 mètres de long sur 14 m de large a été construite perpendiculairement au cloître avec les dons des catholiques français et étrangers. La porte en bois de teck, décorée de symboles religieux, a été offerte par une bienfaitrice américaine. Dans la chapelle, l'autel est surmonté d'une pietà sculptée par Élie-Jean Vézien en 1931. Cette pietà a pour particularité que la Vierge tient le corps de son fils à la verticale, les bras écartés, formant une grande croix. Le sculpteur a également réalisé quatre autres statues représentant saint Joseph, sainte Thérèse, Sacré-Cœur et Jeanne d'Arc,. Ces cinq statues de Vézien sont classées au titre d'objet aux monuments historiques le 29 octobre 1997,. La chapelle compte six vitraux du peintre George Desvallières, exécutés par le maître-verrier Jean Hébert-Stevens. Exposés au Salon des Tuileries à Paris en 1927, ils représentent dans un style moderne le Sacrifice, l'Offrande des épouses et des mères, la Rédemption, l'Ascension, les Infirmières, et les Brancardiers. La chapelle abrite également le tombeau de Charles Ginisty ainsi que trois plaques rappelant les noms des religieux morts au combat.
Au premier étage de la tour, se trouve le musée de la guerre qui se compose de matériel militaire, d'armes et d'uniformes français et allemands. Il y a également des vues stéréoscopiques des champs de bataille et un hommage à Charles Ginisty,. Le musée possède un mortier allemand Minenwerfer de 76 mm, classé au titre d'objet aux monuments historiques depuis le 3 décembre 1999. L'ossuaire est propriétaire de plusieurs objets religieux (croix, chandeliers, chasubles, calices, patènes…) qui sont également classés aux monuments historiques,,,,.

Intérieur de l'ossuaire
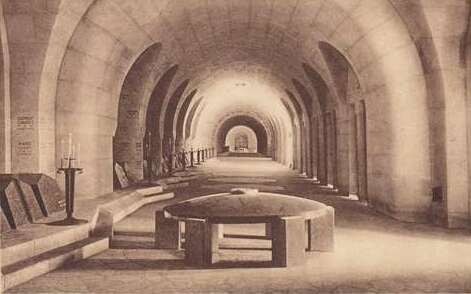
L'un des deux « boucliers » à une extrémité de la galerie du cloître.
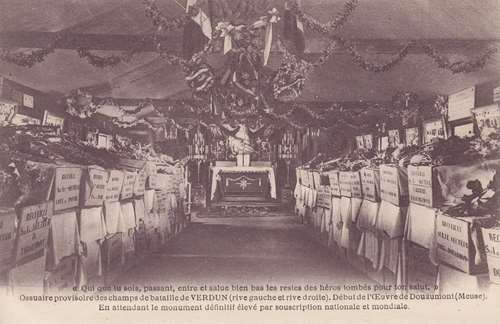
L'ossuaire provisoire, vers 1920.
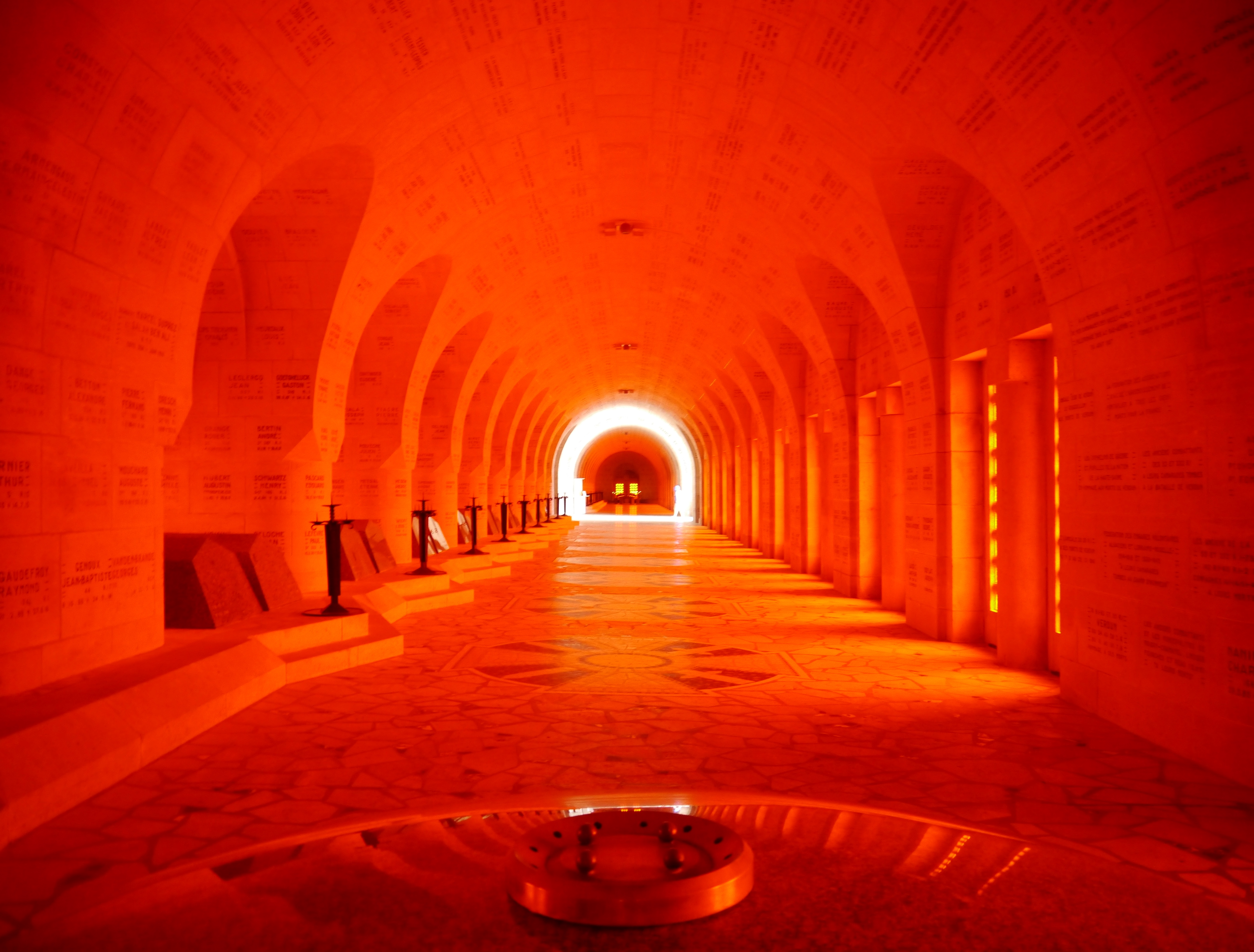
La longue galerie du cloître.
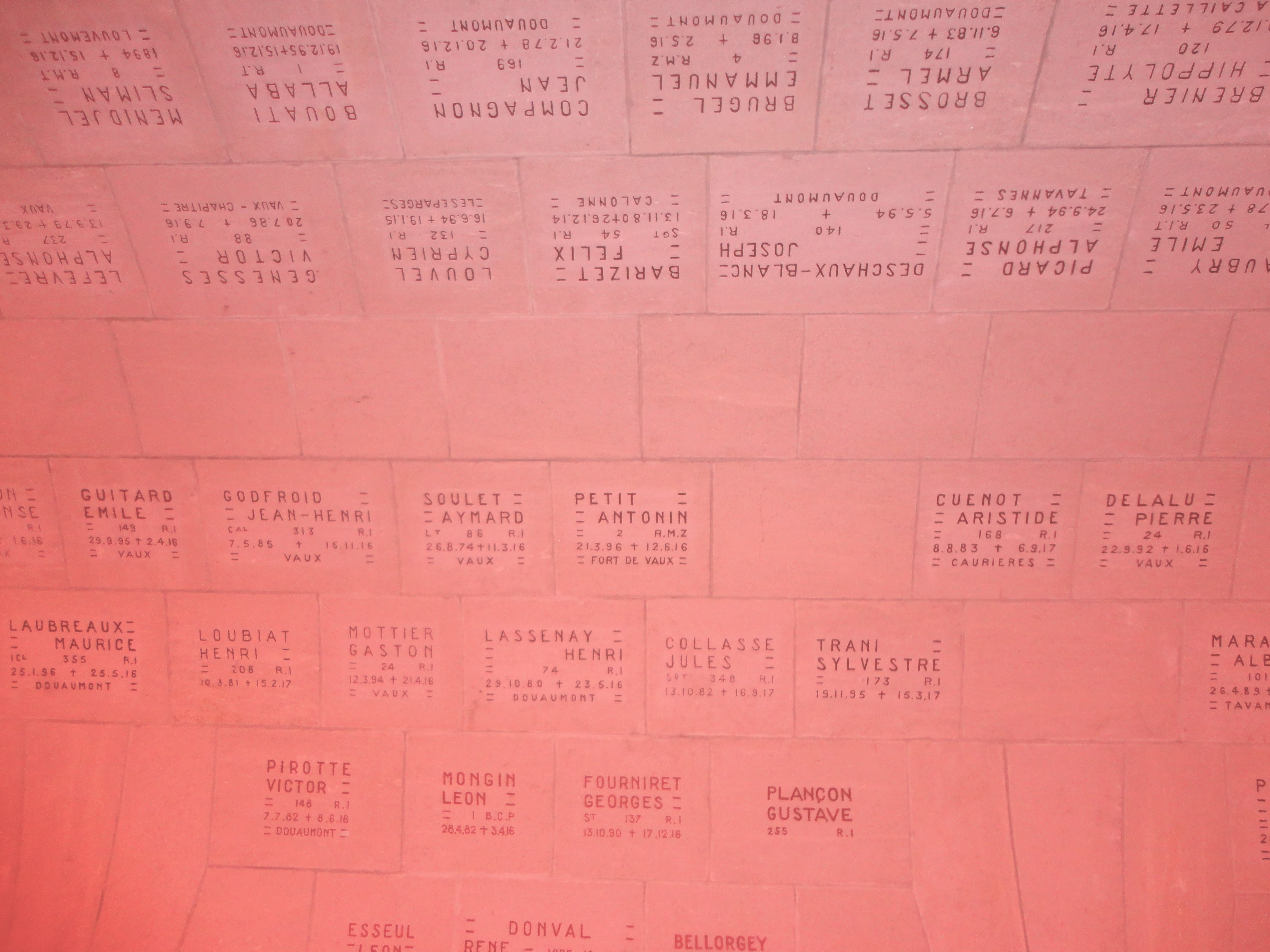
Noms de soldats gravés sur la voûte du cloître.

## Nécropole nationale de Fleury-devant-Douaumont
La nécropole nationale de Douaumont, parfois appelée nécropole nationale de Fleury, est créée en 1923 sur une parcelle de 14,438 hectares sur le territoire de la commune de Fleury-devant-Douaumont. Le cimetière est aménagé jusqu'en 1936 par le service des sépultures militaires et le génie de Metz, qui déminent, déblaient et nivellent le terrain. À partir d'août 1925, les corps des petits cimetières autour de Verdun sont transférés dans la nouvelle nécropole. Cette dernière recueille les corps du cimetière désaffecté de Fleury en novembre 1925 et ceux du cimetière de la Fontaine de Tavannes en octobre 1926. Pendant de nombreuses années, la nécropole va recevoir les corps de soldats retrouvés dans la zone rouge, jusqu'à 500 par mois,.
La nécropole est inaugurée le 23 juin 1929 en présence du président de la République Gaston Doumergue.
Le général Anselin, tué le 24 octobre 1916 près de Douaumont, est inhumé depuis 1948 au pied de l'escalier d'honneur, à l'emplacement souhaité par Pétain.
Le 2 mai 1996, l'ossuaire et la nécropole nationale sont classés aux monuments historiques.

### Caractéristiques
La nécropole nationale de Douaumont s'étend sur 144 380 m2 devant l'ossuaire de Douaumont. Elle compte 16 142 tombes de soldats français, dont six de la Seconde Guerre mondiale.
Le cimetière possède un carré musulman de 592 stèles de soldats musulmans. À l'est du cimetière, près de ce carré, un monument est dédié à la mémoire des soldats musulmans. Inauguré en juin 2006 par le président Jacques Chirac, c'est un déambulatoire de 25 mètres en pierre blanche, de style islamique, avec une koubba,.
À l'ouest du cimetière, un monument est consacré aux soldats de confession juive. Construit en 1938, il est orné des Tables de la Loi gravées de lettres hébraïques.

La nécropole nationale
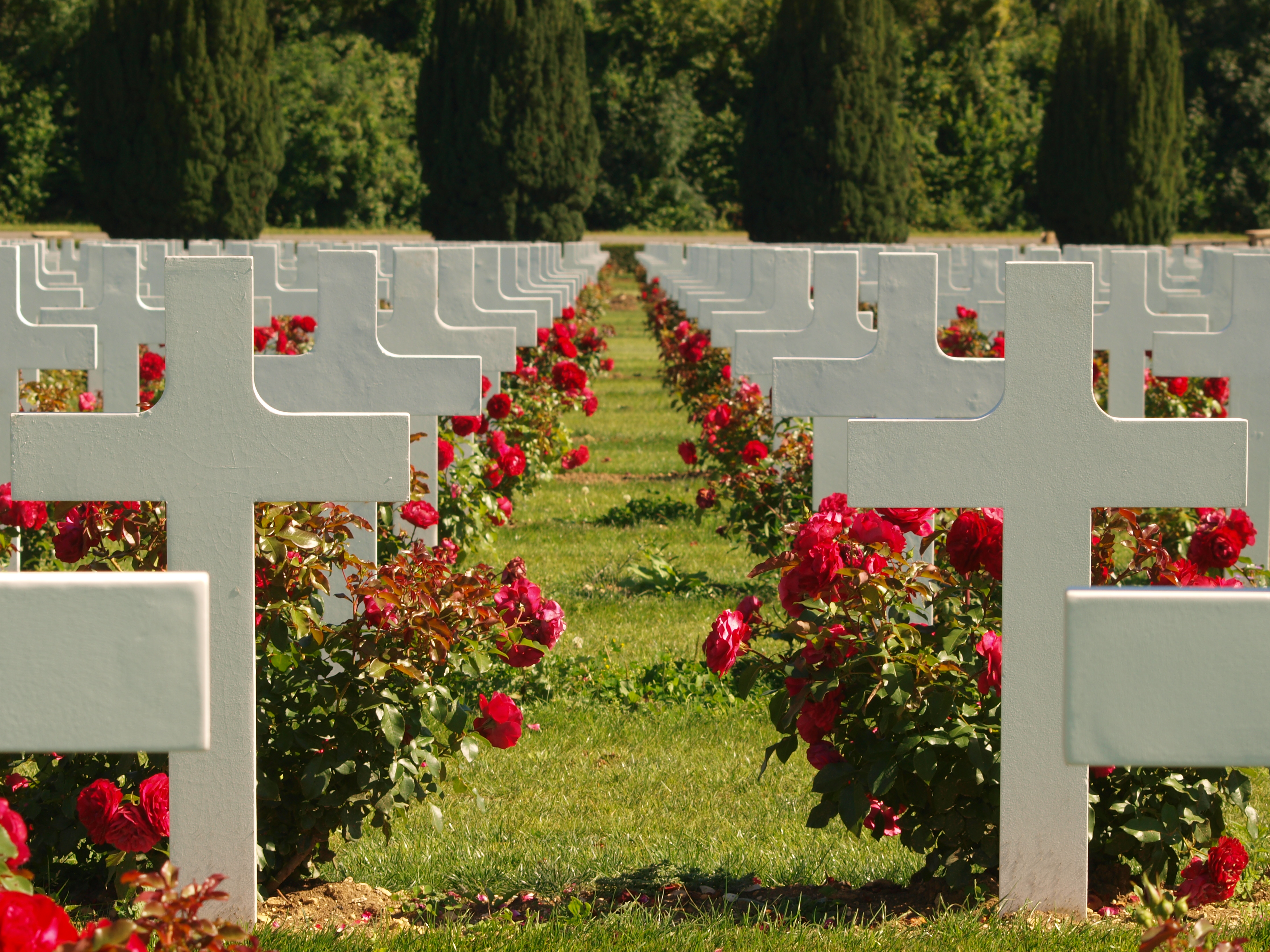
Croix des tombes de soldats avec un rosier à leur pied.
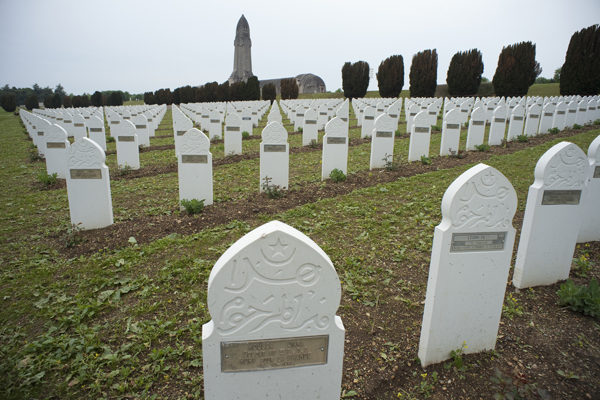
Le carré musulman, tourné vers la Mecque.
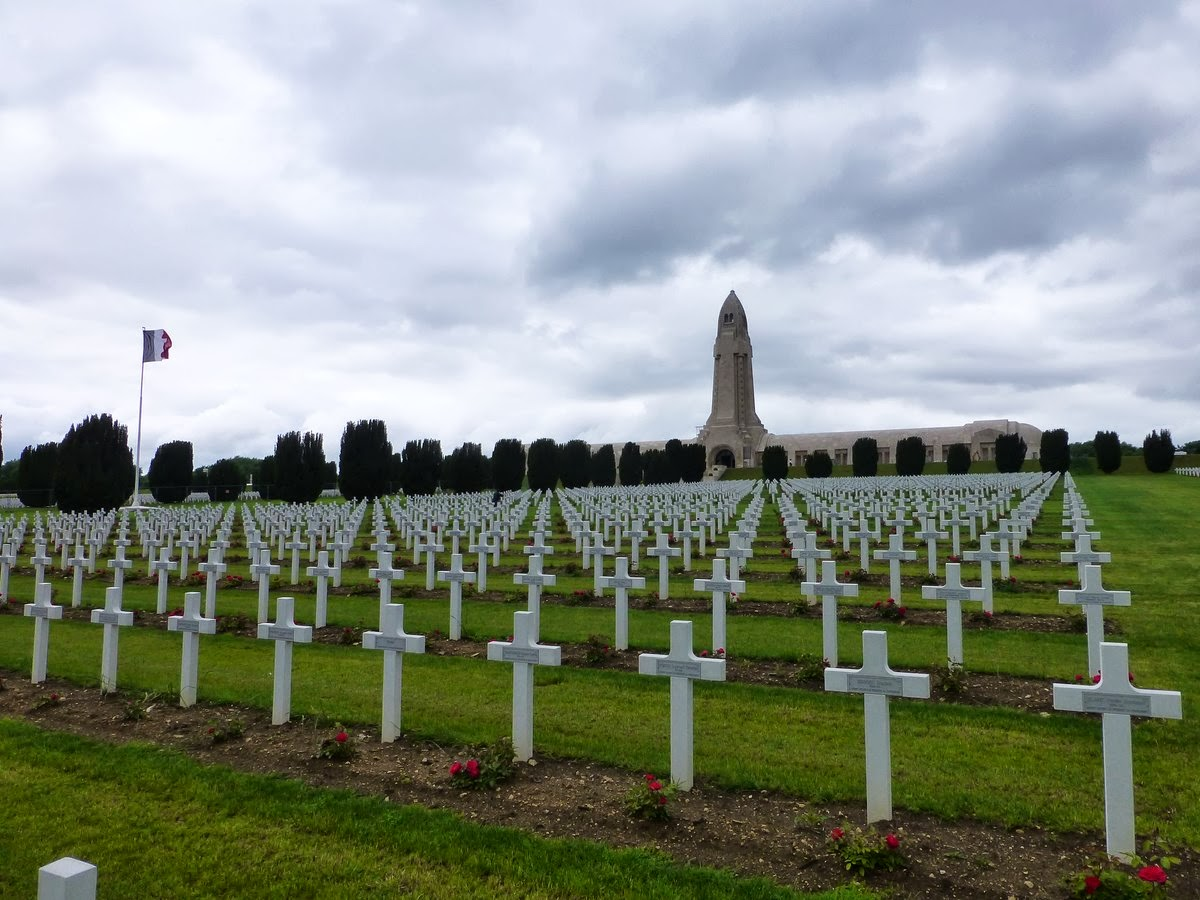
Une partie des 16 142 tombes, surplombées par l'ossuaire.
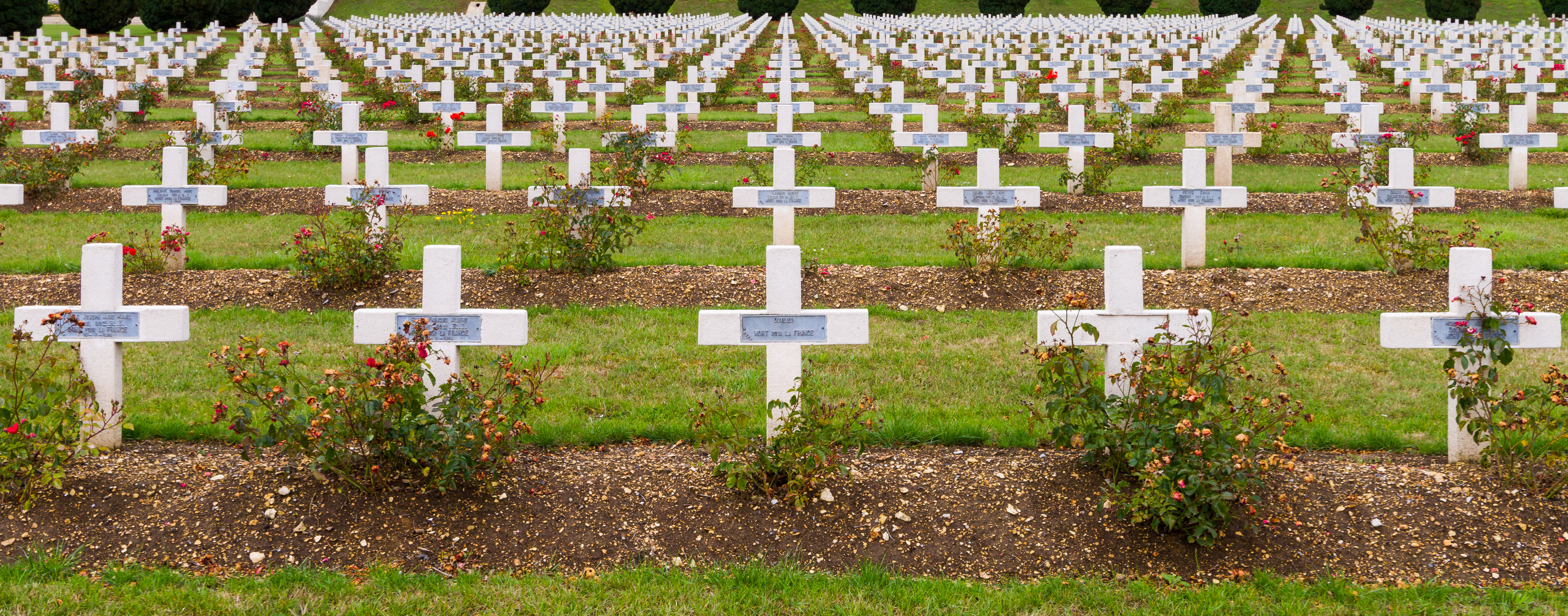
Une autre partie du cimetière de l'ossuaire de Douaumont.

### Personnalités inhumées à la nécropole de Fleury-devant-Douaumont
- Pierre Flament (1878-1916), tué au Bois-Fumin le 1er août 1916. Son nom est inscrit au Panthéon parmi les 560 écrivains morts au combat pendant la Première Guerre mondiale.
- Alfred Joubaire (1895-1916), tué à Vaux-devant-Damloup le 2 juin 1916. Son nom est inscrit au Panthéon parmi les 560 écrivains morts pour la France pendant la Première Guerre mondiale.

## Tourisme de mémoire

### Fréquentation
L'ossuaire de Douaumont est l'un des dix sites les plus visités de la région Grand Est.
| 2003    | 2004    | 2005    | 2006    | 2007    | 2008    | 2009    | 2010    |
| ------- | ------- | ------- | ------- | ------- | ------- | ------- | ------- |
| 235 264 | 242 610 | 230 710 | 239 194 | 233 313 | 206 530 | 216 342 | 196 938 |
| 2011    | 2012    | 2013    | 2014    | 2015    | 2016    | 2017    | 2018    |
| 220 000 | 278 569 | 244 000 | 419 151 | 314 202 | 509 207 | 348 308 | 376 434 |

## L'ossuaire de Douaumont dans l'art et la culture
- En 2006, La Poste émet un timbre postal de 0,53 euro à l'effigie de l'ossuaire de Douaumont. Le timbre est dessiné et gravé par René Quillivic d'après une photo de Roger-Viollet. Il est vendu du 4 mars au 29 septembre 2006, avec une oblitération spéciale le 1er jour à Douaumont[51].
- En janvier 2014, Florent Pagny vient y tourner le clip de sa chanson Le Soldat, extrait de son nouvel album Vieillir avec toi. La chanson, composée par Calogero et Marie Bastide, s'inspire des lettres de poilus envoyées à leurs familles. L'acteur Hugo Becker incarne un jeune poilu dans ce clip, filmé à l'intérieur et à l'extérieur de l'ossuaire[52].